# Єршов Євген Сергійович
Євге́н Сергі́йович Єршо́в — майор Збройних сил України.

## З життєпису
Офіцер 3-го окремого полку спеціального призначення. Брав участь у боях за Донецький аеропорт — травень, Красний Луч, Старобешеве, Іловайськ. Зазнав подвійного вогнепального поранення в ногу, полонений.
Після звільнення повернувся на Кіровоградщину та одружився. Наречена Олена Валюс — старший лейтенант управління ДСНС України у Кіровоградській області. Прооперований, пройшов курс реабілітації.

## Нагороди
За особисту мужність і героїзм, виявлені у захисті державного суверенітету та територіальної цілісності України, вірність військовій присязі під час російсько-української війни
- нагороджений орденом Богдана Хмельницького III ступеня (25.3.2015).